# Ahfir
Ahfir (Berber: ⴰⵃⴼⵉⵔ; Arabisch: أحفير) is een stad in de provincie Berkane. Volgens de volkstelling van 2014 heeft het een bevolking van 19.630. Ahfir ligt dicht bij de zee (21 km van de badplaats Saïdia).
De stad is verbonden met Oujda via de N2 (35 km), met de badplaats Saïdia via een nationale weg (21 km), met de stad Berkane via een nationale weg en met Nador via Saïdia middels de N16.
De luchthaven van Oujda-Angads (25 km) is de dichtstbijzijnde luchthaven en de dichtstbijzijnde haven is die van Nador (90 km via Saïdia en 100 km via Berkane).

## Geschiedenis
In 1859 bevond de Franse generaal Martinprey du Kiss zich midden in een oorlog met de inheemse bevolking. Om zichzelf te beschermen had hij zich teruggetrokken in een plaats bij de Oued Kiss door zich achter grote loopgraven te barricaderen. De inwoners van de regio, die in verschillende stammen in de buurt woonden, noemden deze plaats "Ahfir". Deze naam, wat "gaten" in Berber betekent, verwijst naar de steengroeve die daar werd geëxploiteerd.
29 maart 1907 markeerde de massale binnenkomst van Franse troepen in de regio waar ze positie innamen. In 1908 stichtte generaal Lyautey daar officieel een dorp onder de naam Martimprey-Du-Kiss als eerbetoon aan de Franse generaal die als eerste in deze regio vocht. Martimprey-Du-Kiss werd toen een centrum plaats voor verschillende gemeenschappen: Marokkanen, Algerijnen, Fransen en Spanjaarden.
Na de onafhankelijkheid van Marokko, in 1956, kreeg het dorp zijn oorspronkelijke naam terug na een bezoek van koning Mohammed V in de regio. Dit dankzij een Marokkaanse bevrijdingsstrijder die het einde markeerde van de Martimprey-periode en de terugkeer naar naam Ahfir.